# Gérard Portolan
Pour les articles homonymes, voir Portolan.

a Compétitions nationales et continentales officielles uniquement.

Gérard Portolan, né le 4 janvier 1957 à Auterive (Haute-Garonne), est un ancien joueur de rugby à XV français. Il a fait partie de l'effectif du Stade toulousain (1,87 m pour 105 kg), évoluant aux postes de pilier gauche et deuxième ligne.

## Biographie
Gérard Portolan commence le sport en jouant au basket, sport qu'il a pratiqué durant quatre ans avant de jouer au rugby. Il commence le rugby en cadets première année au SA Auterive avec lequel il sera champion des Pyrénées en juniors. Il jouera en en séniors avec son club en troisième division avant de rejoindre le TOEC en 1979 où il jouera deux saisons.

Il rejoint ensuite le Stade toulousain en 1981.

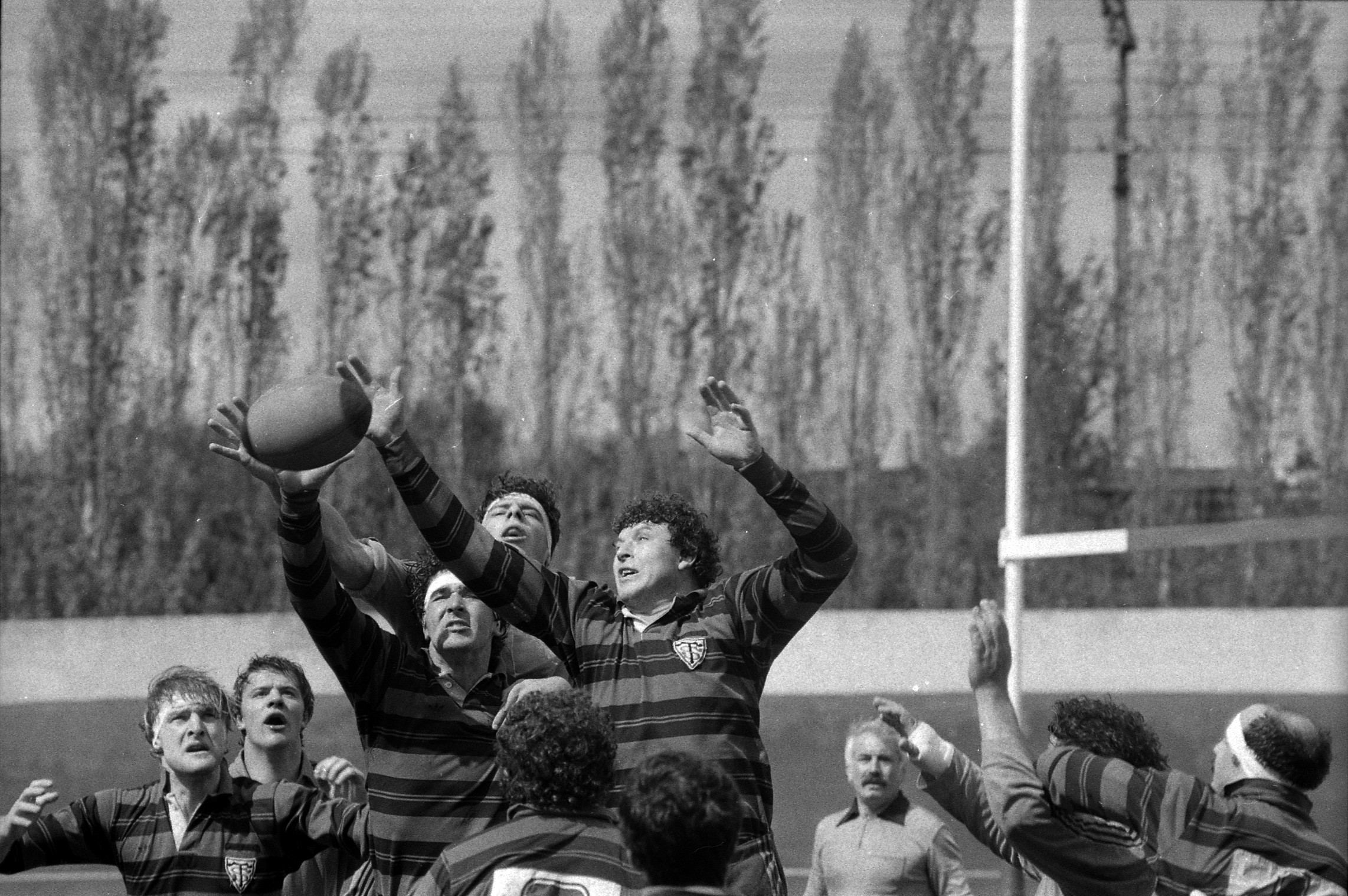
Bataille en touche entre Gilles Bourguignon et Gérard Portolan lors de la finale de la Coupe de France 1985.

Avec le Stade toulousain, il est champion de France à trois reprises (1985, 1986 et 1989) et finaliste en 1991. Il a également remporté un Challenge Yves-du-Manoir (1988), une Coupe de France en 1984 (finaliste en 1985), un Challenge Béguère en 1984.
Il fut aussi sélectionné avec les Barbarians et en équipe de France B mais ne sera que remplaçant avec celle-ci.
Son frère Claude a joué également en équipe première avec lui.
Gérard Portolan a évolué onze saisons sous le maillot rouge et noir jouant 239 matchs de compétition officielle en équipe première de 1981 à 1992. En 2016, le site Rugbyrama le classe septième, avec son frère Claude, parmi les 10 meilleurs joueurs de l'histoire du Stade toulousain.

## Carrière

### En club
- 1981-1992 : Stade toulousain

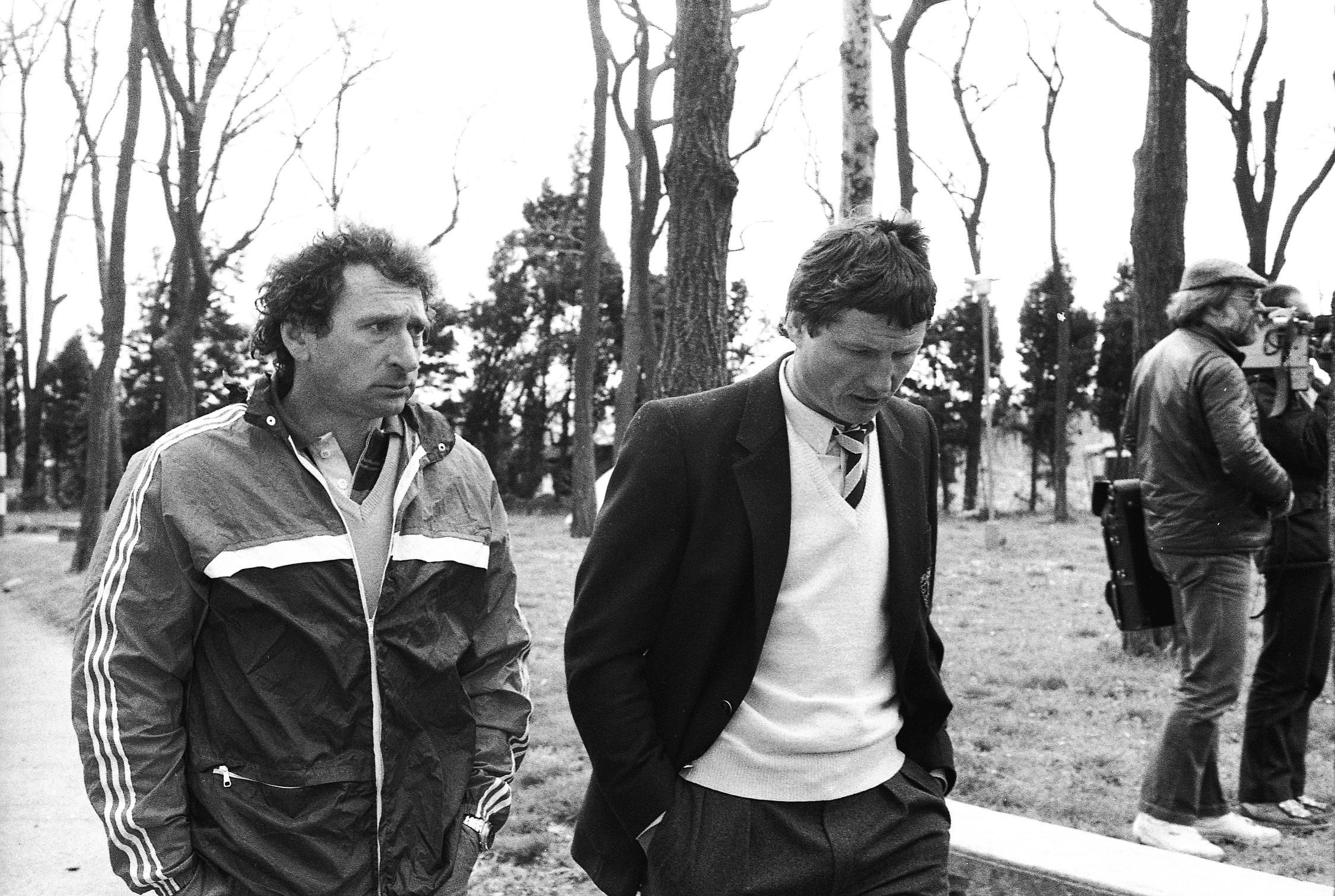
Pierre Villepreux et Jean-Claude Skrela, sont les entraîneurs de Gérard Portolan de 1983 à 1989.

Le 11 novembre 1986, il est sélectionné avec les Barbarians français contre la Nouvelle-Zélande à La Rochelle. Les Baa-Baas s'inclinent 12 à 26.

## Palmarès

### En club
- Championnat de France de première division :
  - Champion (3) : 1985, 1986 et 1989
  - Vice-Champion (1) : 1991
- Challenge Yves-du-Manoir :
  - Vainqueur (1) : 1988
  - Finaliste (1) : 1984
- Coupe de France :
  - Vainqueur (1) : 1984
  - Finaliste (1) : 1985